# Entalina dorsicostata
Entalina dorsicostata är en blötdjursart som beskrevs av Lamprell och Healy 1998. Entalina dorsicostata ingår i släktet Entalina och familjen Entalinidae. Inga underarter finns listade i Catalogue of Life.